# John Maynard Keynes

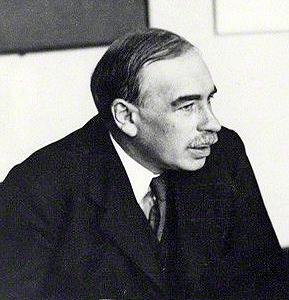
John Maynard Keynes (1933)

John Maynard Keynes, 1. Baron Keynes [keɪnz] (* 5. Juni 1883 in Cambridge; † 21. April 1946 in Tilton bei Firle, East Sussex) war ein britischer Ökonom, Politiker und Mathematiker. Seine Gedanken haben Theorie und Praxis der Makroökonomie und die Wirtschaftspolitik von Regierungen grundlegend verändert. Er arbeitete wesentlich zu den Ursachen von Konjunkturzyklen und verfeinerte diese Theorien erheblich. Keynes war einer der einflussreichsten Ökonomen des 20. Jahrhunderts. Seine Ideen sind die Grundlage für die als Keynesianismus bekannte Denkschule und ihre verschiedenen Nachfolger.
Während der Weltwirtschaftskrise in den 1930er-Jahren führte Keynes eine Revolution des ökonomischen Denkens an. Er stellte die Ideen der neoklassischen Theorie in Frage, wonach freie Märkte kurz- bis mittelfristig automatisch zu Vollbeschäftigung führen würden, solange die Arbeitnehmer in ihren Lohnforderungen flexibel wären. Er argumentierte, dass die gesamtwirtschaftliche Nachfrage das Gesamtniveau der Wirtschaftstätigkeit bestimmt und dass eine unzureichende gesamtwirtschaftliche Nachfrage zu längeren Perioden hoher Arbeitslosigkeit führen könnte. Keynes befürwortete die Anwendung der Fiskal- und Geldpolitik, um die nachteiligen Auswirkungen wirtschaftlicher Rezessionen und Depressionen abzumildern. Er beschrieb diese Ideen in seinem 1936 veröffentlichten Opus magnum Allgemeine Theorie der Beschäftigung, des Zinses und des Geldes. In den späten 1930er Jahren hatten führende westliche Volkswirtschaften begonnen, Keynes’ politische Empfehlungen zu übernehmen. Als Leiter der britischen Delegation bei der Konferenz von Bretton Woods war Keynes weiterhin an der Gestaltung der nach dem Ende des Zweiten Weltkriegs eingerichteten internationalen Wirtschaftsinstitutionen beteiligt.
Keynes’ Einfluss begann in den 1970er-Jahren zu schwinden, aufgrund der Stagflation, die viele westliche Volkswirtschaften in diesem Jahrzehnt plagte. Auf theoretischer Ebene übten Milton Friedman und andere Ökonomen scharfe Kritik an der klassischen keynesianischen Theorie. Friedman argumentierte etwa, dass es unmöglich sei, den Konjunkturzyklus mit Fiskalpolitik (deficit spending) zu beeinflussen. Durch das Aufkommen des Neukeynesianismus in den 1980er Jahren kam es zu einer Veränderung des Keynes’schen Denkens. Der Neukeynesianismus lieferte theoretische Argumente für wirtschaftspolitische Maßnahmen, die als Reaktion auf die Weltfinanzkrise von 2007 bis 2008 in vielen Industriestaaten ergriffen wurden, und ist der internationale Konsens der zeitgenössischen Wirtschaftswissenschaft.
Als das Time Magazine Keynes 1999 zu den wichtigsten Menschen des Jahrhunderts zählte, erklärte es, dass „seine radikale Idee, dass Regierungen Geld ausgeben sollten, das sie nicht haben, den Kapitalismus gerettet haben könnte“. The Economist bezeichnete Keynes als „Großbritanniens berühmtesten Ökonomen des 20. Jahrhunderts“.

## Leben

### Herkunft und Ausbildung

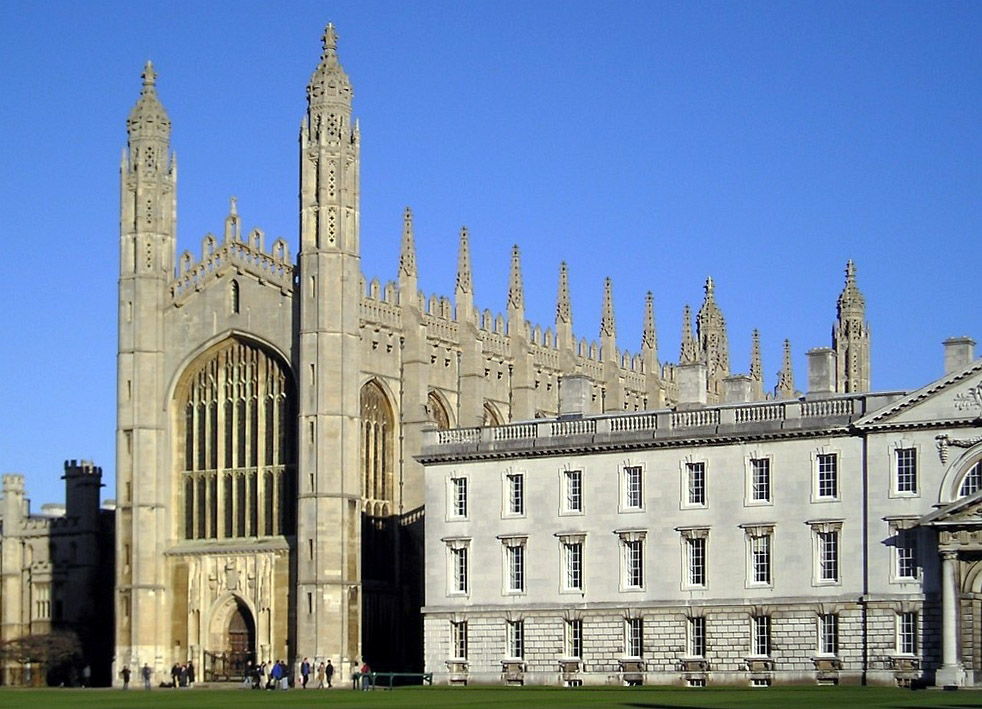
King’s College, Cambridge

Keynes wurde als Sohn des Professors für Politische Ökonomie, John Neville Keynes, und dessen Frau Florence Ada Keynes (geb. Brown) geboren. Sein Vater legte großen Wert auf eine gute Ausbildung und die Leistungsbereitschaft seiner Kinder. John Maynards jüngerer Bruder Geoffrey Keynes wurde später ein bekannter Arzt.
Er selbst besuchte ab 1897 das renommierte Eton College. Anschließend nahm er ein Studium am  King’s College der Universität von Cambridge auf, wo er dank seines hervorragenden Schulabschlusses ein Stipendium erhielt. Keynes studierte  Mathematik, Philosophie und Geschichte, aber auch Ökonomie, soweit sie zum Fach der Mathematik gehörte. Er war Schüler Alfred Marshalls und ein Studienfreund Arthur Cecil Pigous. Zusammen mit anderen herausragenden Studenten gehörte er dem elitären Debattierklub Cambridge Apostles an. 1905 legte Keynes die Abschlussprüfung im Fach Mathematik ab.

### Staatsdienst und Lehramt
Keynes ging nach dem Studium nach London, um in den Staatsdienst einzutreten. Da er im Schatzamt, dem britischen Finanzministerium, trotz sehr guter Ergebnisse bei der Aufnahmeprüfung nicht angenommen wurde, nahm er 1906 eine Stellung im India Office an, dem für Britisch-Indien zuständigen Ministerium. Da der Arbeitsaufwand dort sehr gering war, nutzte Keynes die Zeit, seine Doktorarbeit über Wahrscheinlichkeitstheorie zu schreiben: A Treatise on Probability. Sie wurde von Logikern und mathematischen Grundlagenforschern, u. a. Bertrand Russell und Alfred North Whitehead, hoch gelobt und wird als erste systematische Darstellung der logischen Grundlagen der Wahrscheinlichkeit gewürdigt. Im Jahr 1921 wurde sie veröffentlicht.
Nach der Fertigstellung der Doktorarbeit im Jahr 1908 verließ Keynes das India Office wieder. Vermittelt durch seinen Lehrer Alfred Marshall nahm er einen unbezahlten Lehrauftrag am King’s College an. Sein Vater unterstützte ihn in dieser Zeit finanziell. Im Jahr darauf erhielt Keynes eine Stelle als bezahlter Dozent (Fellow) für Volkswirtschaftslehre am King’s College. Er betrachtete die Art, wie neoklassische Ökonomen die Mathematik anwandten, um wirtschaftswissenschaftliche Theorien zu präzisieren, sehr skeptisch. Tatsächlich benutzt Keynes in seinen Theorien wesentlich weniger mathematische Formulierungen als die meisten seiner Kollegen.

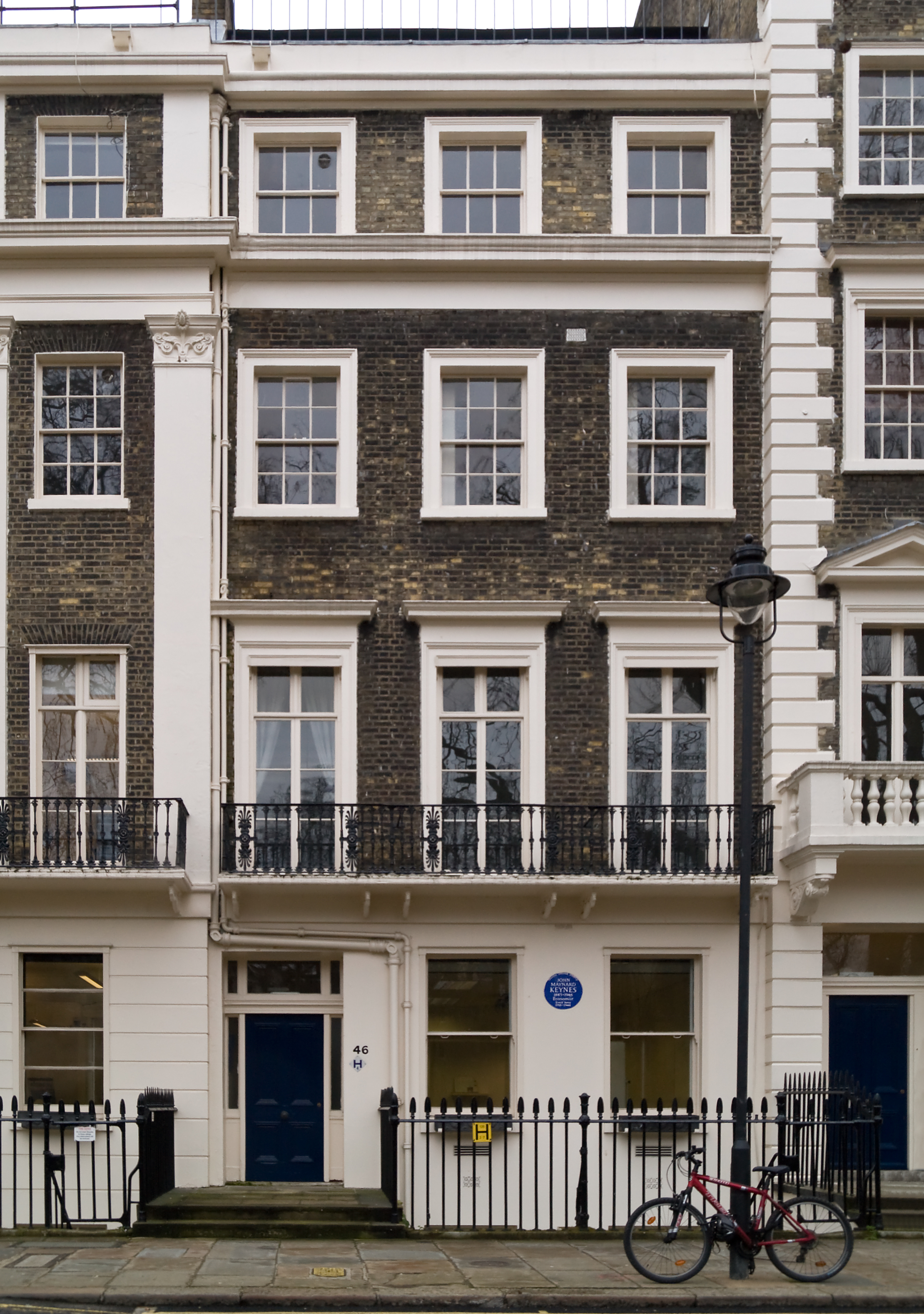
46 Gordon Square in London: In diesem Haus lebte Keynes von 1916 bis 1946.

Keynes war nach dem Ersten Weltkrieg als Vertreter des britischen Schatzamtes Mitglied der britischen Delegation bei den Versailler Vertragsverhandlungen. Er trat kurz vor Abschluss der Verhandlungen unter Protest gegen die Vertragsbedingungen, die Deutschland auferlegt werden sollten, von seinem Posten in der Delegation zurück und schrieb 1919 das Aufsehen erregende Buch Die wirtschaftlichen Folgen des Friedensvertrages (The Economic Consequences of the Peace), mit dem er die Deutschland auferlegten Reparationszahlungen als ökonomisch widersinnig kritisierte. Sie würden sowohl die internationalen Wirtschaftsbeziehungen destabilisieren als auch größeren sozialen Sprengstoff für Deutschland mit sich führen.

„„Denn wenn wir bewusst auf die Verarmung Mitteleuropas hinarbeiten, dann wird – das wage ich vorherzusagen – die Rache nicht auf sich warten lassen. Nichts kann dann mehr lange den letzten Bürgerkrieg zwischen den Mächten der Reaktion und den verzweifelten Zuckungen der Revolution aufhalten, jenen Bürgerkrieg, angesichts dessen die Schrecken des Krieges mit Deutschland ein Nichts scheinen werden, jenen Krieg, der, ganz gleich wer siegt, die Zivilisation und den Fortschritt unserer Generation vernichten wird.““

Von 1920 bis zu seinem Tode lehrte er als Dozent am King’s College der Universität Cambridge. Seine Allgemeine Theorie der Beschäftigung, des Zinses und des Geldes von 1936 veränderte nachhaltig die Makroökonomie und wird häufig als das einflussreichste wirtschaftswissenschaftliche Werk des 20. Jahrhunderts zitiert. Geprägt von der Weltwirtschaftskrise, versuchte Keynes mit diesem Buch, seine Kollegen von der Notwendigkeit einer grundlegend neuen makroökonomischen Wirtschaftstheorie zu überzeugen, als deren Konsequenz der Staat im Gegensatz zur Laissez-faire-Marktwirtschaft eine entscheidende wirtschaftspolitische Rolle spielt. Seine Ideen legten den Grundstein des heutigen Keynesianismus und wurden seither von Ökonomen dieser Schule weiterentwickelt.
Neben seiner Lehrtätigkeit gelang es ihm als Schatzkanzler des King’s College, dessen Stiftungsvermögen durch geschickte Anlage von 30.000 auf über 200.000 Pfund zu versiebenfachen.
Sein ganzes Leben lang beriet Keynes die Politik. So war er u. a. aktives Mitglied der Liberal Party Englands. Keynes war britischer Chefunterhändler bei den Bretton-Woods-Verhandlungen im Jahre 1944. Sein Ziel war es, ein System fester Wechselkurse zu etablieren, jedoch ohne die Rigidität des Goldstandards zu übernehmen. Unter anderem schlug er auch eine internationale Zahlungsunion (International Clearing Union) und eine internationale Verrechnungseinheit namens Bancor vor, die dem US-Dollar keine Vormachtstellung als internationales Verrechnungs- und Zahlungsmittel eingeräumt hätte. Mit dem Vorschlag der internationalen Zahlungsunion konnte er sich jedoch gegen die US-amerikanische Position, vertreten durch Harry Dexter White, nicht durchsetzen.

### Gesellschaftliche Stellung

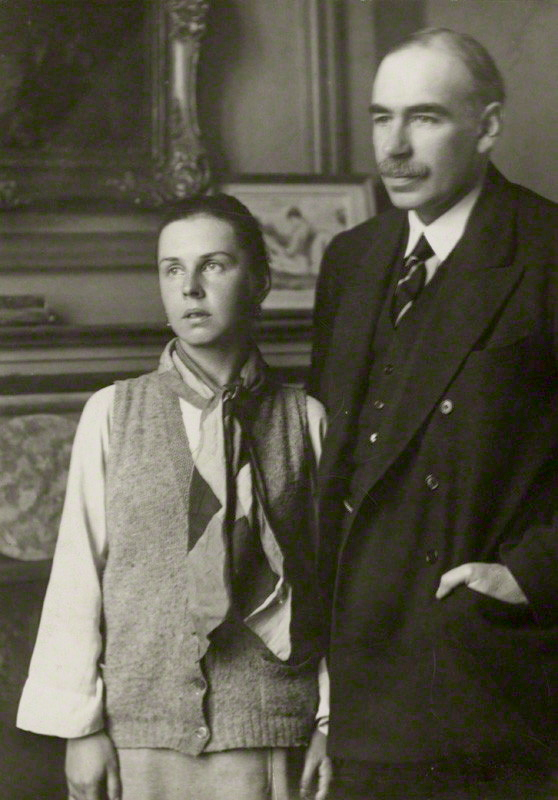
Lopokova und Keynes in den 1920er-Jahren

Zu Keynes’ großem Freundeskreis gehörte auch die berühmte Bloomsbury Group mit Virginia Woolf, Leonard Woolf, Lytton Strachey, James Strachey, Vanessa Bell, Clive Bell, Roger Fry, Rupert Brooke und vor allem dem Maler Duncan Grant, mit dem Keynes von 1908 bis 1915 eine Liebesbeziehung hatte. Mit einigen der Vorgenannten lebte er in einem gemeinsam gemieteten Haus im Londoner Stadtteil Bloomsbury (Brunswick Square 38). Im Landhaus Charleston, das Vanessa Bell und Duncan Grant gepachtet hatten, war zwischen August und September 1919 auch sein Buch über den Versailler Vertrag entstanden.
Keynes war eines der liberalen Mitglieder der British Eugenics Society und von 1937 bis 1944 dessen Direktor. Für die damit erkenntliche Befürwortung der Eugenik wurde Keynes später scharf kritisiert; New Statesman verwies 2010 auf den allgemein sehr großen Einfluss der Eugenik-Befürworter in Großbritannien zu dieser Zeit und dass neben der Rechten auch mehrere früher eher Linke wie Keynes der Idee anhingen.
Im Jahr 1925 heiratete er die russische Balletttänzerin Lydia Lopokova, die jedoch die meisten seiner Bloomsbury-Freunde nicht als Mitglied ihres Freundeskreises akzeptierten. Die Hochzeit war ein gesellschaftliches Ereignis. Vogue veröffentlichte ein ganzseitiges Foto mit der Unterschrift: „Die Heirat des brillantesten englischen Volkswirtschaftlers mit der beliebtesten russischen Tänzerin ist ein schönes Symbol für die gegenseitige Abhängigkeit von Kunst und Wissenschaft.“ 1935 unterstützte er finanziell die Gründung des Cambridge Arts Theatre. Im selben Jahr wurde er in die American Academy of Arts and Sciences gewählt. Seit 1929 war er Mitglied (Fellow) der British Academy.

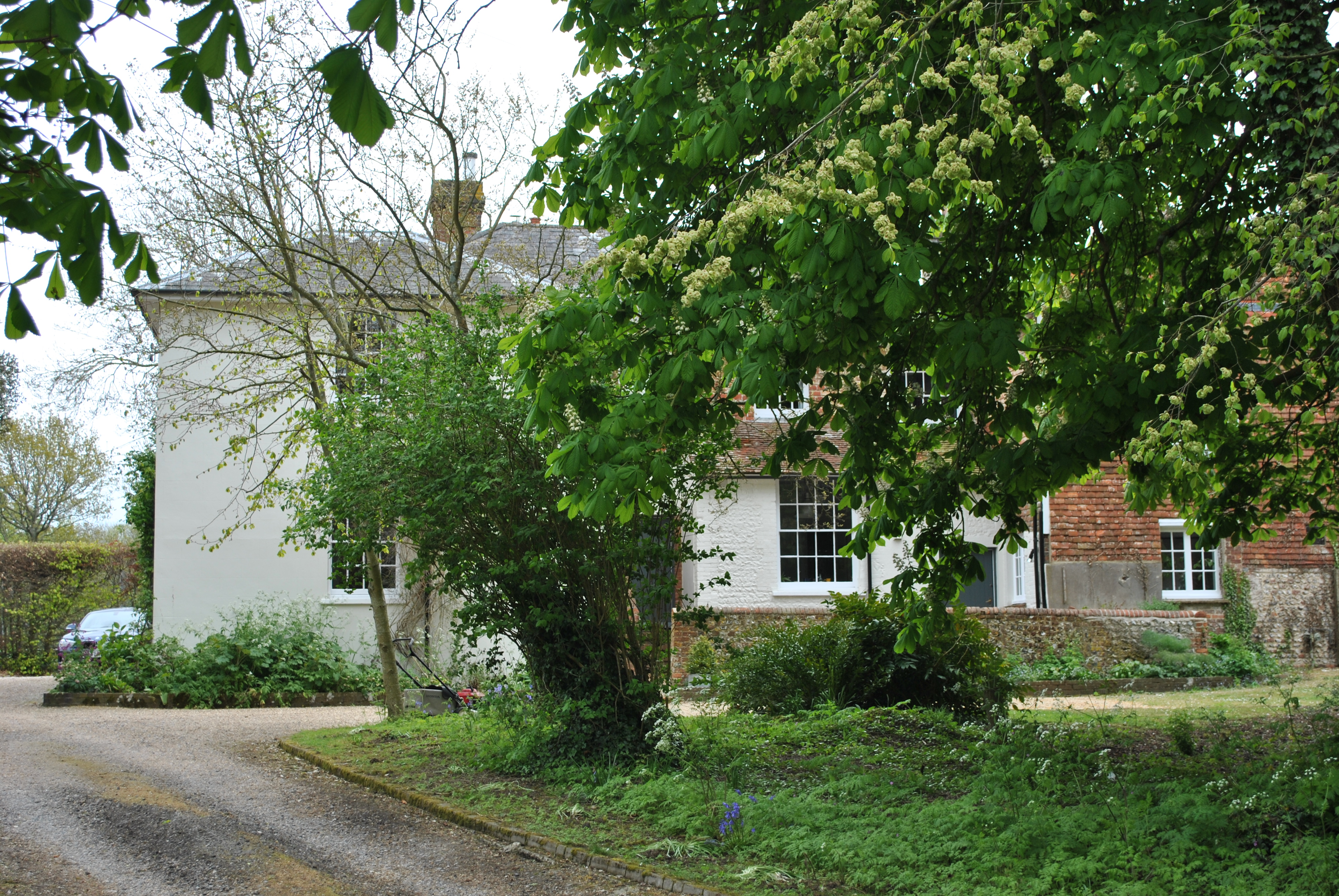
Tilton House (2017)

Bertrand Russell bezeichnete Keynes als den intelligentesten Menschen, den er je getroffen habe. Im Jahr 1942, vier Jahre vor seinem Tod, wurde Keynes als Baron Keynes of Tilton in the County of Sussex geadelt und erhielt einen Sitz im House of Lords. Im April 1946 starb Lord Keynes an Herzversagen. Da er kinderlos geblieben war, erlosch sein erblicher Adelstitel mit seinem Tod.

## Lehre

### Keynes’ wirtschaftspolitische Grundposition
Keynes bezeichnete den Goldstandard 1923 als barbarisches Relikt und befürchtete, dass die Rückkehr zum Goldstandard zu den Vorkriegsparitäten in allen Ländern Konjunktur und Arbeitsplätze gefährde, wovor er immer wieder warnte. Im Gegensatz zu den Klassikern war Keynes überzeugt, dass eine Deflationspolitik der Notenbanken die Preise und Löhne nicht automatisch senke, sondern zu diesem Zweck eine hohe Arbeitslosigkeit verursachen werde. Knappes Geld sei sinnvoll zur Beendigung eines Booms, dürfe aber nicht benutzt werden, um eine deflationäre Depression zu verschärfen. Im Jahr 1930 warnte Keynes davor, dass auch nach einer Senkung der Nominallöhne und Preise auf das Vorkriegsniveau die wirtschaftlichen Probleme nicht überwunden sein würden, weil die Deflation die reale Last der Schulden mit dem Wert des Geldes steigen lasse.

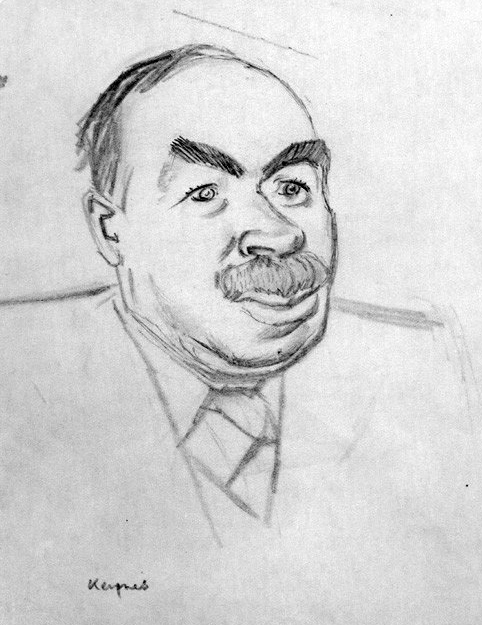
Karikatur von David Low um 1934

Die Weltwirtschaftskrise war für Keynes die Folge einer falschen makroökonomischen Steuerung auf globaler Ebene, nicht ein Versagen oder grundsätzlicher Fehler der marktwirtschaftlichen Ordnung, wie seinem Vorwort zu den 1931 veröffentlichten Essays in Persuasion zu entnehmen ist. Keynes verglich sich darin mit Kassandra, weil er mit den Prophezeiungen seiner Essays zu seinem Unglück erfolgreicher war als mit seinem Versuch, zu überzeugen und die Deflationspolitik mit der Rückkehr zum Goldstandard zu verhindern. Keynes verstand sich selbst als Vertreter einer marktwirtschaftlichen Ordnung mit ihren individuellen Freiheiten, ein Liberaler, der endlich die makroökonomischen Zusammenhänge entdeckt hatte, und stimmte den Thesen und der Kritik an ihm durch Vertreter des Wirtschaftsliberalismus wie Friedrich Hayek, mit dem Keynes bis zuletzt freundschaftlich verkehrte, nicht zu.
Seine Forderungen nach einer kompetenten Steuerung der Makroökonomie durch die Regierung und eine die Krise überwindende Geld- und Finanzpolitik hatten nichts mit einer staatlichen Planung wie in der Sowjetunion oder Italien (unter Benito Mussolini) gemeinsam. Keynes hatte 1923 Mussolini verspottet, als dieser die Kaufkraft der Lira anheben wollte, weil Mussolini sich wohl die Konsequenzen einer derartigen Deflationspolitik überhaupt nicht vorstellen konnte. Keynes lehnte den italienischen Faschismus aus grundlegenden Prinzipien ab. Vielmehr wollte er seine Reformen im Rahmen der liberalen Demokratie Großbritanniens verwirklichen, auch um die Gefahr einer sozialistischen Revolution zu bannen. Viele Male betonte er dazu die Notwendigkeit von politischer Toleranz und konstruktiver Kritik. Keynes wollte allerdings statt des Laissez-faire-Liberalismus eine grundlegend neue Wirtschaftsform und diese durch makroökonomische Politik und demokratische Evolution erreichen.
Keynes schlug eine auf die Gesamtwirtschaft bezogene staatliche Steuerung vor, die das allgemeine Niveau von wirtschaftlicher Produktion und Aktivität auf einer optimalen Höhe zu halten versuche (heute würde man von einer Globalsteuerung sprechen). Diese solle die Probleme in Angriff nehmen, die ein Einzelner nicht lösen könne, ohne die Freiheit und die Unabhängigkeit der Individuen zu beeinträchtigen. In ökonomischen Einzelfragen sei er geneigt, so weit wie möglich die private Entscheidung, Initiative und die Unternehmung zu unterstützen. Er setzte sich in der Weltwirtschaftskrise für mehr „nationale Selbstgenügsamkeit“ und weniger internationale Verflechtungen ein, damit Großbritannien ohne die Abhängigkeit vom Weltfinanzmarkt den Zinssatz so weit senken kann, wie dies für ausreichend hohe Investitionen erforderlich ist.
Für seine wirtschaftspolitische Einstellung sind auch seine Artikel Am I a Liberal? von 1925 und The End of Laissez-Faire von 1926 aufschlussreich.

### Zentrale Botschaft von Keynes
Die zentrale Botschaft seiner General Theory besteht darin, dass das marktwirtschaftliche System auch bei flexiblen Preisen und Löhnen nicht automatisch zur Vollbeschäftigung tendiert, wie es das Saysche Theorem behauptet. Vielmehr kann es auch langfristig in einem Zustand der Unterbeschäftigung verharren; in diesem Fall soll der Staat (Regierung und Notenbank) zu finanz- und geldpolitischen Mitteln greifen, um die gesamtwirtschaftliche Nachfrage wieder an das Niveau heranzuführen, bei dem Vollbeschäftigung herrscht. Eine wichtige Einsicht ist, dass mikroökonomisch sinnvolle Verhaltensweisen im makroökonomischen Kontext völlig falsch sein können (als Beispiel das Sparparadoxon: Wenn ein Einzelner mehr spart, steigt sein Vermögen und sein Zinseinkommen. Machen dies alle – ohne dass eine ausreichende Investitionsnachfrage besteht – sinkt die Güternachfrage und somit Produktion, Beschäftigung und Einkommen, sodass die gesamtwirtschaftliche Sparsumme unverändert bleibt).
Durch die makroökonomische Politik soll die Nachfrage beeinflusst werden, da diese das Niveau von Produktion und Beschäftigung bestimmt, das erst bei Vollbeschäftigung durch die vorhandenen Ressourcen begrenzt wird. Letzteres ist der Fall, auf den sich die neoklassische Theorie bei ihren gesamtwirtschaftlichen Aussagen bezieht, ohne diese Begrenzung zu verdeutlichen.
Die gesamtwirtschaftliche Nachfrage setzt sich aus dem privaten Konsum, den privaten Investitionen (gemeint sind immer Sachinvestitionen), den Exporten und der staatlichen Nachfrage zusammen.

### Zentrale Bausteine seiner Analyse

#### Konsumfunktion
Eine der grundlegenden Neuerungen der keynesianischen Makrotheorie ist ihre Konsumfunktion. Sie postuliert, dass Veränderungen im Konsum in erster Linie von Veränderungen im tatsächlichen verfügbaren Einkommen verursacht werden. Dies klingt nicht besonders revolutionär, ist es aber, wenn man bedenkt, dass die neoklassische Theorie nur analysierte, was die Haushalte konsumieren würden, wenn sie auf dem Arbeitsmarkt das von ihnen angestrebte Einkommen (als Produkt von bestehendem Stundenlohn und Arbeitszeit) erzielt hätten. Keynes geht von einer Konsumquote kleiner eins (0 < c < 1) und einer fallenden marginalen Konsumneigung aus. Dies bedeutet, dass Haushalte nicht ihr gesamtes Einkommen ausgeben, sondern einen Teil sparen und dass der Anteil für Konsumausgaben immer weiter sinkt, je größer das Einkommen wird. Auf dieser Konsumfunktion beruht der Multiplikator. In diesem Zusammenhang formulierte er sein Fundamental-psychologisches Gesetz über das Konsumverhalten der Konsumenten.

#### Investitionen und „keynesianische Unsicherheit“
Die Investitionen hängen bei Keynes von der Differenz zwischen der erwarteten Rendite und den Marktzinssätzen ab. Für die erwartete Rendite muss der Unternehmer Erwartungen bilden; ein zentrales Element von Keynes’ makroökonomischer Theorie ist Unwissenheit über die Zukunft. Wichtige Texte hierzu sind das Kapitel 12 der Allgemeinen Theorie und der Artikel The General Theory of Employment von 1937. In letzterem formuliert er lapidar, dass man über die Zukunft einfach nichts weiß („We simply do not know.“). Damit stellt er sich in scharfen Kontrast zur Neoklassik, die die Kalkulierbarkeit zukünftiger Ereignisse – etwa in Form von Wahrscheinlichkeitsverteilungen – behauptet. Keynes argumentiert, dass über die Lebenszeit einer langfristigen Investition (etwa einer Autofabrik) die Gewinne einfach nicht abschätzbar sind. Dies ist der wichtigste Grund für die Volatilität der Investitionen. Deshalb stellt er dem neoklassischen Konzept von Risiko (der Streuung der erwarteten Verteilung um den Erwartungswert) die Idee der Unsicherheit (uncertainty) gegenüber, die angibt, ob wir überhaupt irgendetwas über die Zukunft aussagen können. Er folgert daraus, dass die Annahme von rationalen Entscheidungen nutzenoptimierender Agenten nicht aufrechtzuerhalten ist.
Der Markt kommt höchstens auf lange Sicht gesehen zu einem Gleichgewicht. Doch wie Keynes auch sagt: „Auf lange Sicht sind wir alle tot.“ Womit er auf generelles Marktrisiko hinweisen möchte (uncertainty), denn praktisch handelt es sich dabei um ein nicht einlösbares Versprechen, und insofern muss der Staat eventuell „einspringen“ und eingreifen, um den Markt in ein wünschenswertes Gleichgewicht zu führen.

#### Konjunktur und Krise: Investitionen bestimmen Ersparnis und Einkommen
Bei Keynes wird die Gesamtersparnis durch die gesamte Investition beherrscht. Die Investition ist also immer mit der realen Ersparnis identisch. Ein Anstieg der Zinsen wird die Investition vermindern und muss dabei das Einkommen so weit senken, dass die Ersparnis im gleichen Maße wie die Investition verringert wird. Denn die Ersparnis ist für Keynes eine Funktion der Höhe der Einkommen, woraus folgt, dass ein Sinken der mit der Investition identischen Ersparnis ein entsprechendes Sinken der Einkommen erzwingen muss. Der Multiplikator sorgt dafür, dass geringe Schwankungen der Investition zu großen Schwankungen von Einkommen und Beschäftigung führen, die Einkommen werden daher um einen weit größeren Betrag als die Investitionen abnehmen. Die Krise beginnt in typischer Weise mit einem plötzlichen und heftigen Einbruch der Konjunktur, weil die während des Aufschwungs gestiegenen Zinsen zunächst keine Hemmung der Geschäfte bewirken, aber bei einem Wandel der Marktstimmung den Güterabsatz mit plötzlicher und verheerender Kraft treffen.
Mit dieser Erklärung für Konjunktur und Krise trat Keynes in einen die ökonomische Theorie revolutionierenden Gegensatz zu den Klassikern. Diese hatten immer gelehrt, dass mangelnde Ersparnis die Ursache fehlenden Kapitals, zu hoher Zinsen und eines Rückgangs der Investitionen sei, so dass das Sparen und der Konsumverzicht zur Überwindung einer Krise besonders gefördert werden sollten. Nach Keynes muss aber eine höhere Sparquote wegen des Multiplikators zu einem noch schmerzhafteren Rückgang der Einkommen in der Krise führen, weil ja die Ersparnis durch die Investition bestimmt ist und nicht umgekehrt. Seine Erkenntnisse stehen daher bis heute in einem radikalen Gegensatz zu den nach Auffassung der Keynesianer die Krisen verschärfenden wirtschaftspolitischen Forderungen der Neoklassiker.

#### Deficit spending
Das von Keynes zur Überwindung der Krisen geforderte deficit spending ist die monetäre Seite seiner Konjunkturtheorie. Wie die Investition mit der realen Ersparnis identisch ist, ist es die Geldvermögensbildung mit der Verschuldung. Daher muss die in Krisenzeiten überhöhte Ersparnis von Geld eine entsprechende Kreditaufnahme erzwingen, und der Mechanismus dafür ist wieder die Verschärfung der Krise, wodurch die Einkommen, aus denen Geld gespart werden kann, sinken und gleichzeitig von den wegbrechenden Einkommen eine höhere Verschuldung erzwungen wird. Der Staat ermöglicht den Privaten mit seinem Haushaltsdefizit eine entsprechende Geldvermögensbildung und verhindert den Einbruch der Ökonomie, mit dem sonst die private Ersparnis von Geld mit der privaten Verschuldung zur Übereinstimmung gebracht worden wäre. Den monetären Mechanismus, wie gegebenenfalls Einnahmeüberschüsse die entsprechenden Ausgabenüberschüsse erzwingen und warum es dabei zu einem Einbruch der Konjunktur kommt, hat erst viel später Wolfgang Stützel mit seiner Saldenmechanik erklärt.
In seinem offenen Brief an Präsident Franklin Delano Roosevelt schrieb Keynes im Dezember 1933, dass die Konjunktur entweder durch höhere Ausgaben der Privaten belebt werden könne, indem die Privaten weniger Geld aus ihrem laufenden Einkommen sparen, oder die Firmen sollten durch Zinssenkungen zu mehr Beschäftigung angeregt werden oder aber der Staat müsse durch Kreditschöpfung für mehr Einkommen sorgen. Auf dem Tiefpunkt einer Krise könne jedoch nur der Staat durch deficit spending den Anstoß zur Überwindung der Krise geben.

#### Nachfrage nach liquiden Mitteln (Kassenhaltung)
Eine wichtige Neuerung stellt auch Keynes’ Analyse der Kassenhaltung dar.
Mit ihr versuchte Keynes zu erklären, weshalb die Wirtschaftsteilnehmer einen Teil ihres Geldvermögens in Formen halten, die keinen Zins bringen (Bargeld, Sichteinlagen). Für diese „Vorliebe für Liquidität“, auf Englisch als „liquidity preference“ bezeichnet und in der Volkswirtschaftslehre heutzutage als „Liquiditätspräferenz“ üblich, nennt Keynes vier Beweggründe („motives“):
1. Einkommensmotiv („income motive“) für die Überbrückung der Zeit zwischen Einnahme und Ausgabe des Einkommens
2. Geschäftsmotiv („business motive“) für die Überbrückung der Zeit zwischen Einkauf und Verkauf einer Ware
3. Vorsorge- oder Vorsichtsmotiv („precautionary motive“): Vorsorge für unvorhersehbare Ausgaben
4. Spekulationsmotiv („speculative motive“) aus der Erwartung günstigerer künftiger Gelegenheiten zur Anlage des Geldes.

Einkommensmotiv und Geschäftsmotiv zusammen nennt Keynes auch das Transaktionsmotiv („transactions motive“). Die hieraus resultierende Kassenhaltung ist nur vom Einkommen abhängig, die anderen aber auch und vor allem vom Zinssatz. Die klassische Theorie berücksichtigte nur die Transaktionskasse, während Keynes die Abhängigkeit der Geldhaltung vom Zinssatz aufzeigt.
Den Zinssatz erklärt Keynes durch die oben geschilderte Nachfrage nach Kassenhaltung und die vorhandene Geldmenge, die in der „General Theory“ (1936) als von der Zentralbank gesteuert behandelt wird. Damit ist der Zinssatz nicht mehr eine Variable, die – wie in der neoklassischen Theorie – für Anpassung der Investitionen an die Ersparnisse sorgen kann. Eine bekannt gewordene Interpretation von Keynes’ Sicht der makroökonomischen Gleichgewichtsproblematik lieferte im folgenden Jahr sein Kollege John R. Hicks.

## Schriften (Auswahl)
- The Economic Consequences of the Peace. Macmillan, London 1919. (Digitalisierte Ausgabe von 1920 unter: urn:nbn:de:s2w-12189)
  - auf Deutsch als Die wirtschaftlichen Folgen des Friedensvertrages. Übersetzt von M.J. Bonn und C. Brinkmann. Duncker & Humblot, München 1920 (Volltext im Project Gutenberg).
  - gekürzte Neuauflage als  Krieg und Frieden. Die wirtschaftlichen Folgen des Vertrages von Versailles. Herausgegeben und mit einer Einleitung von Dorothea Hauser. Berenberg, Berlin 2006, ISBN 3-937834-12-5 (ohne die Tabellen und Einzelbestimmungen des Vertrages)
  - ebenfalls gekürzte Neuausgabe als Krieg und Frieden. Die wirtschaftlichen Folgen des Vertrages von Versailles. Neu übersetzt von Joachim Kalka, herausgegeben und mit einer Einleitung von Dorothea Hauser, Berenberg, Berlin 2014, ISBN 978-3-937834-75-7.
- Treatise on Probability. 1921.
  - deutsch: Über Wahrscheinlichkeit. Joh. Ambr. Barth, Leipzig 1926.
- A revision of the treaty – being a sequel to „The economic consequences of the peace“. Macmillan, London 1922. (Digitalisierter Ausgabe von 1920 unter: urn:nbn:de:s2w-12253)
  - deutsch: Revision des Friedensvertrages. Eine Fortsetzung von „Die wirtschaftlichen Folgen des Friedensvertrages“. Duncker & Humblot, München/Leipzig 1922.
- Tract on Monetary Reform. London 1923.
  - deutsch: Ein Traktat über Währungsreform. Duncker & Humblot, München 1924; 2. Aufl. ebd. Berlin 1997, ISBN 3-428-07384-3.
- The End of Laissez-Faire. 1926. (Digitalisierte Ausgabe unter: urn:nbn:de:s2w-12233)
  - Das Ende des Laissez-faire. Ideen zur Verbindung von Privat- und Gemeinwirtschaft. Duncker & Humblot, München 1926.
- Treatise on Money. London 1930. (Digitalisierte Ausgabe unter: urn:nbn:de:s2w-12278)
  - deutsch: Vom Gelde. Duncker & Humblot, München/Leipzig 1932; 3. Auflage ebd. Berlin 1983, ISBN 3-428-00756-5.
- Economic Possibilities for our Grandchildren. In: Nation and Athenaeum. Oktober 1930; econ.yale.edu (PDF; 64 kB).
  - deutsch: Wirtschaftliche Möglichkeiten für unsere Enkelkinder. Übersetzung Norbert Reuter. In: Norbert Reuter (Hrsg.): Wachstumseuphorie und verteilungsrealität: Wirtschaftspolitische Leitbilder zwischen gestern und morgen. Marburg 2007, S. 135–147; attac.de (PDF; 83 kB)
  - kommentierte Neuübersetzung als Wirtschaftliche Möglichkeiten für unsere Enkel. Übersetzt und herausgegeben von Jens C. Knipp. Mit einem Nachwort von Ulrike Herrmann, Reclam, Stuttgart 2024, ISBN 978-3-15-014493-0
- Essays in Persuasion Macmillan, London 1931. (Informationen über das Buch auf der Homepage der Keynes-Gesellschaft.) (Digitalisierte Ausgabe der Popular Edition von 1933 unter: urn:nbn:de:s2w-12243)
- The General Theory of Employment, Interest and Money. Mac Millan, London 1936. (PDF-Ausgabe der ETH Zürich). (Digitalisierte Ausgabe unter: urn:nbn:de:s2w-12174)
  - deutsch: Allgemeine Theorie der Beschäftigung, des Zinses und des Geldes. Übersetzung Fritz Waeger, Duncker & Humblot, München/Leipzig 1936; bis 2006 unverändert. 2006 Übersetzung Fritz Waegers korrigiert und überarb. von Jürgen Kromphardt und Stephanie Schneider, daher ab 2006 die verbesserte 10. Auflage Berlin 2009, ISBN 978-3-428-12096-3.[49][50]
- The General Theory of Employment. (PDF) In: Quarterly Journal of Economics, Vol. 51, Nr. 2, Februar 1937, S. 209–223, JSTOR:1882087
- How to Pay for the War: A Radical Plan for the Chancellor of the Exchequer. Mac Millan, London 1940.
- Two memoirs – Dr. Melchior, a defeated enemy, and My early beliefs. A.M. Kelley, New York 1949.
  - deutsch: Freund und Feind. Zwei Erinnerungen. Mit einer Einführung von Dorothea Hauser, Übersetzung Joachim Kalka, Berenberg, Berlin 2004, ISBN 3-937834-00-1. Rezension der Ausgabe von Markus C. Kerber 2007 auf der Homepage Europolis[51]

Sammelausgaben
- The Collected Writings of John Maynard Keynes. 30 Bände. Herausgegeben von Austin Robinson und Donald Moggridge. Cambridge University Press, 1971–1998.
- Politik und Wirtschaft. Männer und Probleme. Ausgewählte Abhandlungen. Mohr (Siebeck), Tübingen 1956.
- Harald Mattfeldt: Keynes. Kommentierte Werkauswahl. VSA-Verlag, Hamburg 1985, ISBN 3-87975-297-4.
- On Air. Der Weltökonom am Mikrofon der BBC. Zusammengestellt und übersetzt von Michael Hein. Murmann, Hamburg 2008, ISBN 978-3-86774-026-5.
- John Maynard Keynes im Wirtschaftsdienst: Gesammelte Artikel von 1920 bis 1932.